# Universitat Central de l'Equador
La Universitat Central de l'Equador (UCE) és el principal centre públic d'educació superior de l'Equador. Fou creada el 1826, per decret del congrés de Cundinamarca, quan encara l'Equador formava part de la Gran Colòmbia. Anomenada primerament Universidad Central de Quito, té el seu origen en la unió de tres universitats preexistents: San Fulgencio, fundada el 1586 pels agustins, San Gregorio Magno, fundada el 1651 pels jesuïtes, i la Santo Tomás de Aquino, fundada el 1681 pels dominics. El 1836, mitjançant decret del president Vicente Rocafuerte es canvià la paraula Quito per Equador, i des de llavors duu el nom d'Universidad Central del Ecuador.